# 그로셍크네텐
그로셍크네텐(독일어: Großenkneten)은  독일 니더작센주 올덴부르크에 있는 지방 자치체이다.